# 1998 à Terre-Neuve-et-Labrador
Chronologie de Terre-Neuve-et-Labrador
- 1994
- 1995
- 1996
- 1997
- 1998
- 1999
- 2000
- 2001
- 2002

Cette page concerne des événements survenus en 1998 dans la province canadienne de Terre-Neuve-et-Labrador.

## Politique
- Premier ministre : Brian Tobin
- Chef de l'Opposition :
- Lieutenant-gouverneur :
- Législature :